# Cristina Campo
Cristina Campo wł. Vittoria Guerrini (ur. 23 kwietnia 1923 w Bolonii, zm. 10 stycznia 1977 w Rzymie) – włoska pisarka, poetka i tłumaczka.

## Życiorys
Urodziła się w Bolonii jako Vittoria Guerrini. Jej ojcem był kompozytor Guido Guerrini a matką Emilia Putti wnuczka poety, krytyka sztuki i krytyka muzycznego Enrico Panzacchiego i siostra Vittoria Putti znanego chirurga ortopedy. Z powodu wrodzonej wady serca Cristina nie mogła regularnie uczęszczać do szkoły i dorastała odizolowana od rówieśników.
Do 1925 rodzina mieszkała w rezydencji profesora Putti w Szpital Rizzoli w Bolonii by później przenieść się do Parmy a w 1928 do Florencji, gdzie Guido Guerrini miał objąć kierownictwo filharmonii Cherubini. To środowisko było kluczowe dla ukształtowania się Cristiny. Zaprzyjaźniła się tam z germanistą i tłumaczem Leone Traverso jak również spotkała Mario Luzi, Gianfranco Draghi, Gabriellę Bemporad i Margheritę Pieracci Harwell, która później zajmie się pośmiertnym opracowaniem i wydaniem dzieł Cristiny.
Większość dzieł publikowała pod pseudonimami uciekając od sławy i uznania.
Tłumaczyła dzieła pisarzy anglojęzycznych takich jak Katherine Mansfield, Virginia Woolf, John Donne czy William Carlos Williams. Tłumaczyłą również z niemieckiego między innymi wiersze Eduarda Mörike.
W 1955 przeprowadziła się do Rzymu gdzie jej ojciec został dyrektorem Conservatorio Santa Cecilia. Spotkała tam nowych przyjaciół jak Margherita Dalmati (pseudonim Mary-Nike Zoroghiannide), Roberto Bazlena, Marię Zambrano. W 1958 poznała pisarza Elémire Zollę, z którym mieszkała przez długi czas.
Współpracowała z RAI i publikowała w licznych czasopismach takich jak Conoscenza religiosa, Elsinoire, La Chimera, Palatina, Paragone, Questo e altro czy Stagione.
Pierwszy tomik poezji Passo d'addio wydała w mediolańskim wydawnictwie Vanni Scheiwiller.
Zmarła na atak serca.